# Foreste miste e di latifoglie dell'Ussuri
Le foreste miste e di latifoglie dell'Ussuri sono una ecoregione terrestre della ecozona paleartica appartenente al bioma delle foreste di latifoglie e foreste miste temperate (codice ecoregione: PA0443) che si sviluppa per circa 197.400 km² nella Russia orientale, lungo la costa del Mar del Giappone. Forma, insieme alle foreste miste del sud di Sakhalin e delle Curili, la regione denominata Foreste temperate della Russia orientale, inclusa nella lista Global 200.
Lo stato di conservazione è considerato vulnerabile.

## Territorio
Il territorio della ecoregione si sviluppa per 197.400 km² nella zona meridionale della Manciuria Esterna (detta anche Manciuria Russa). Dal punto di vista amministrativo la regione occupa la parte meridionale del Territorio di Chabarovsk e quasi tutto il Territorio del Litorale. La regione, prevalentemente montagnosa, si sviluppa sulle pendici est e ovest dei monti Sichotė-Alin', fra la valle del fiume Ussuri ed il Mar del Giappone.

## Flora
Alla quote più basse delle Sikhote-Alin (250–350 m s.l.m.) le foreste sono costituite principalmente da specie di latifoglie mista come il frassino della Manchuria (Fraxinus mandshurica), l'olmo giapponese (Ulmus davidiana var. japonica) e il pioppo giapponese (Populus maximowiczii). Ai 700 metri le specie precedenti vengono sostituite da una prevalenza di pino coreano (Pinus koraiensis). Il sottobosco è costituito tipicamente da ginseng (Panax ginseng), una pianta medicinale altamente ricercata che è ormai diventata rara. Alle quote più elevate la copertura forestale è costituita principalmente da boschi di abeti della Siberia Orientale (Abies nephrolepis) e pecci (Picea jezoensis) fino ai 1.300 m. Più in alto ancora, a circa 1.400-1.500 m, si trova la betulla di Erman (Betula ermanii) e cespugli nani sono frammisti con l'ontano della Manciuria (Alnus mandshurica) e prati subalpini. Tundra di arbusti e licheni si trova su alcune delle cime più alte.

## Fauna
Il mammifero più noto della regione è la tigre siberiana di cui si trovano qui circa 400 animali (il 90% della popolazione rimanente). Altre specie presenti sono il gatto leopardo (Prionailurus bengalensis), l'ermellino (Mustela erminea, il ghiottone (Gulo gulo), la Vipera berus e l'Emberiza rutila.

## Conservazione

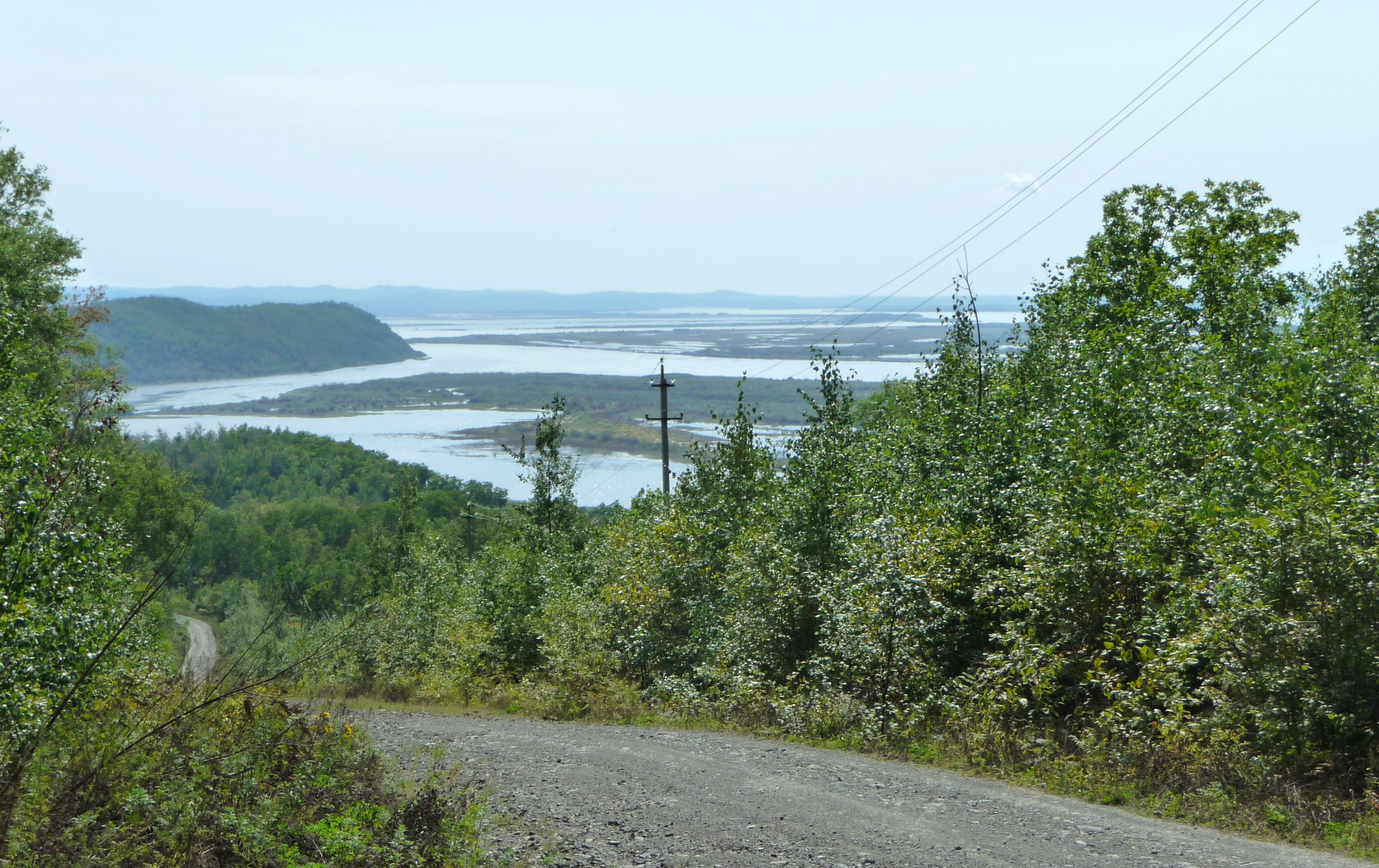
Veduta del fiume Amur

La regione è considerata vulnerabile. 
Nella regione esistono molte riserve a protezione degli habitat, ma la mancanza di fondi ne impedisce una corretta gestione. Il taglio abusivo del legname costituisce pertanto una minaccia costante.